# Pteragogus
Pteragogus és un gènere de peixos de la família dels làbrids i de l'ordre dels perciformes.

## Taxonomia
- Pteragogus aurigarius (Richardson, 1845)[1]
- Pteragogus cryptus (Randall, 1981)[2]
- Pteragogus enneacanthus (Bleeker, 1853)[3]
- Pteragogus flagellifer (Valenciennes, 1839)[4]
- Pteragogus guttatus (Fowler & Bean, 1928)[5]
- Pteragogus pelycus (Randall, 1981)[2]
- Pteragogus taeniops (Peters, 1855)[6][7][8]